# Antonio Oppes
Antonio Oppes (Pozzomaggiore, 26 agosto 1916 – Firenze, 8 giugno 2002) è stato un cavaliere e carabiniere italiano, medaglia di bronzo ai Giochi olimpici di Roma 1960.

## Biografia
Sottufficiale dell'Arma dei Carabinieri, fratello di Salvatore Oppes, anche lui militare dell'Arma dei Carabinieri e medaglia olimpica nell'equitazione ai Giochi olimpici estivi di Melbourne 1956, anche se le gare di equitazione si svolsero a Stoccolma, per problemi relativi alla quarantena dei cavalli.
Antonio Oppes con il grado di Brigadiere dei Carabinieri Reali fu in Africa Orientale uno dei 58 superstiti della battaglia di Culqualber.
La battaglia di Culquaber fu combattuta in Abissinia (l'attuale Etiopia) dal 6 agosto al 21 novembre 1941 fra italiani e britannici.
Fu uno scontro sanguinoso in cui il 1º Gruppo Mobilitato Carabinieri al comando del Maggiore dei Carabinieri Alfredo Serranti, si immolò quasi al completo.
Il valore e coraggio dei Carabinieri valse ai suoi pochi sopravvissuti, il tributo da parte degli avversari britannici dell'onore delle armi.
Egli stesso unitamente ai valorosi Carabinieri del 1º gruppo comandanti dal Maggiore Serranti, andò all'Arma bianca diverse volte.
Al rientro in Patria dopo vari servizi territoriali, fu assegnato al 4º Reggimento Carabinieri a Cavallo dove con il Colonnello dei Carabinieri Raimondo d'Inzeo ed unitamente al fratello Salvatore Oppes, ufficiale dei Carabinieri, scrissero buona parte dell'equitazione militare moderna.
Antonio Oppes era nato a Pozzomaggiore nel 1916, figlio di Salvatore, allevatore di bovini, e di Paoletta Pittalis.
Insieme con i fratelli Gavinangelo, agente di custodia e del fratello Salvatore, carabiniere, coltivò fin da bambino la passione per i cavalli, passione tuttora radicata nei pozzomaggioresi che coltivano con entusiasmo l'allevamento dei cavalli sulle orme di altri personaggi quali il generale dei carabinieri Eugenio Unali che fu uno degli ideatori del famoso carosello dei carabinieri a cavallo insieme al maresciallo Gigino Pinna, anche lui un valente cavallerizzo a livello nazionale.
Dopo aver fatto i primi studi a Pozzomaggiore, Oppes era andato in collegio a Sassari, per poi arruolarsi nell'Arma dei Carabinieri, dove dopo aver seguito tutta la trafila diventò maresciallo maggiore.

## Palmarès
| Anno | Manifestazione  | Sede | Risultato | Gara            | Note  |
| ---- | --------------- | ---- | --------- | --------------- | ----- |
| 1960 | Giochi olimpici | Roma | Bronzo    | Salto a squadre | [ 1 ] |